# Periscepsia handlirschi
Periscepsia handlirschi là một loài ruồi trong họ Tachinidae.